# Otto Redelius
Otto Wilhelm Redelius, född 16 juni 1835 i Grebo församling, Östergötlands län, död 23 februari 1920 i Linköpings församling, Östergötlands län, var en svensk kyrkoherde och riksdagsledamot.

## Biografi
Redelius var son till kyrkvärden Johannes Jonsson. Efter skolgång i Linköping blev han 1856 student vid Uppsala universitet, där han avlade teoretisk teologisk examen 1859 och praktisk teologisk examen 1859 samt pastoralexamen 1864. Efter olika förordnanden blev han kyrkoherde i Marbäcks församling, Linköpings stift 1866 och kyrkoherde i Mjölby församling 1873. 1882 blev Redelius kyrkoherde i Hallingebergs församling och verkade där 1885–1919. 1888–1915 var han kontraktsprost i Södra Tjust. Efter pension 1919 bosatte han sig i Linköping.  I riksdagen var han ledamot av andra kammaren 1886–1908, invald i Södra Tjusts härads valkrets. Han var till en början ansluten till partigrupperingen Lantmannapartiet, men anslöt sig 1888 till utbrytarna i Nya lantmannapartiet. I riksdagen skrev han 36 egna motioner, företrädesvis om kyrkorättsliga och kyrkoadministrativa frågor. Två motioner handlade om indragning av anslaget till de kungliga teatrarna.
Redelius är begravd på Hallingebergs kyrkogård.

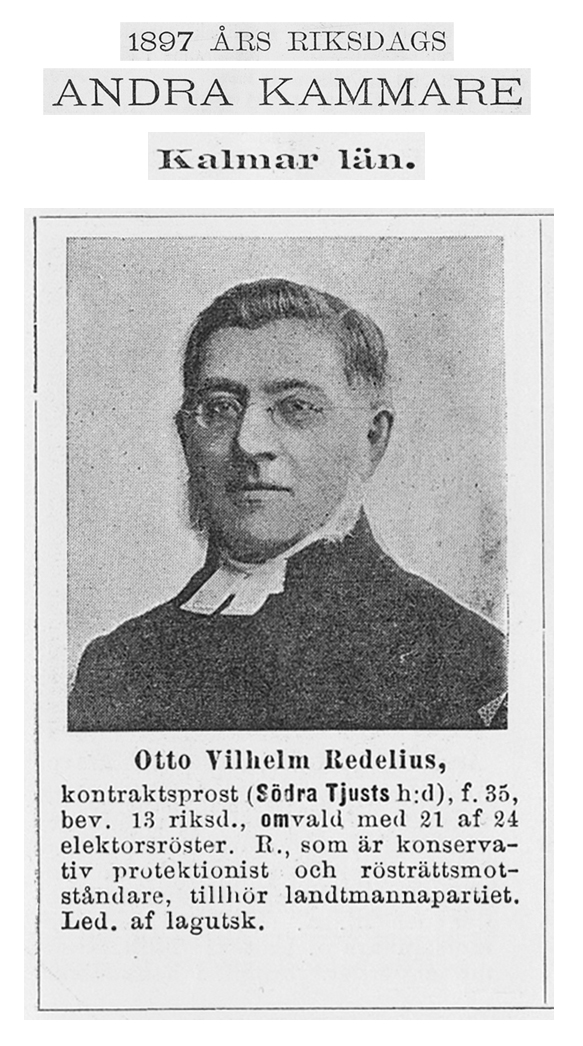
1897 års riksdag
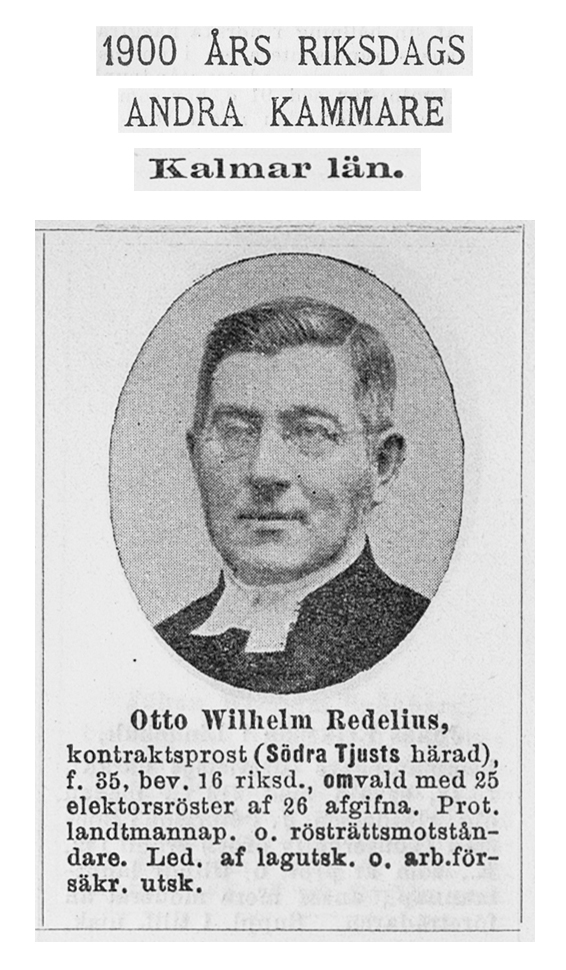
1900 års riksdag
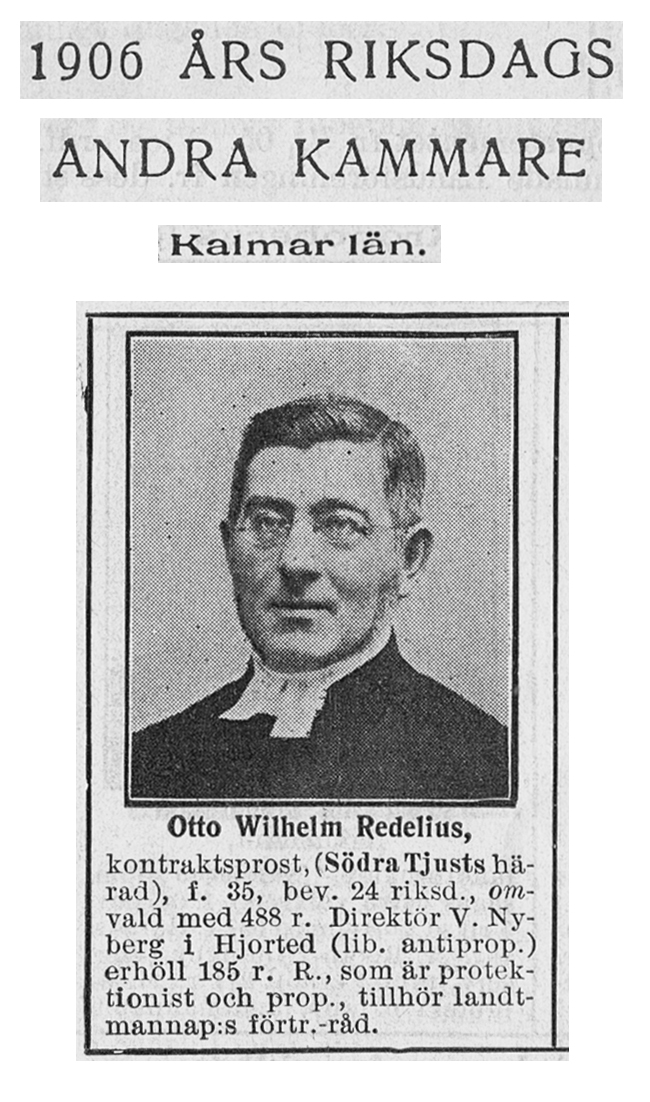
1906 års riksdag